# 光华乡 (仪陇县)
光华乡，是中华人民共和国四川省南充市仪陇县曾经下辖的一个乡。原为南部县的一个乡，2011年划归仪陇县。2019年9月，撤销光华乡和度门镇，设立度门街道，以原光华乡和原度门镇所属行政区域为度门街道的行政区域。

## 行政区划
光华乡撤销前下辖以下地区：
西阳坝村、鱼箭滩村、雷家沟村、枣子沟村、汤家坝村、柏树沟村、明德庵村、磨子坝村、任家坝村和大洲坝村。